# Sara Minwel Tibbott
Sara Minwel Tibbott (* 8. Februar 1936; † 13. Oktober 1998) war eine Historikerin der Oral History, Anthropologin, Folkloristin und forschte unter anderem zur walisischen Küche.
Tibbott gilt als Pionierin im Feld der Frauenforschung in Wales und war Expertin im Forschungsfeld zu häuslischem Leben und traditionellem Essen in Wales.

## Karriere
Tibbott war archivalische Assistentin an der Abteilung Oral Traditions and Dialects (dt. Mündliche Tradition und Dialekte) am historischen Nationalmuseum St Fagans. Während ihrer Feldstudien in ganz Wales sammelte sie Informationen und Materialien zum walisischen Volksleben, welche dann im Museum der Öffentlichkeit zugänglich gemacht wurden.
Die Einführung des Tonbandgeräts ermöglichte es Tibbott und dem Museum, Tonaufnahmen von Befragten vor Ort anzufertigen, während diese beispielsweise von ihrem alltäglichen Leben berichteten. Indem Tibbot derlei Tonaufnahmen erstellte und für das Museum sammelte, schuf sie ein Archiv der mündlichen Erinnerung traditionellen walisischen Lebens. Die Sammlung wird heute im Museumsarchiv aufbewahrt, entweder als Tonbandaufnahme oder in transkribierter Form, und ist außerdem auf der Website des Museums verfügbar.

## Themen
Tibbott trug zum Angebot an Museumspublikationen mit dem Buch Welsh Fare (dt. walisische Kost) bei. Das Buch wurde 1974 in walisischer Sprache und 1975 in englischer Sprache veröffentlicht. Die Monographie basiert auf mündlichen Zeugnissen zur traditionellen walisischen Küche, die Tibbott durch Gespräche und Interviews in ganz Wales sammelte. Das Buch enthält eine Auswahl an Rezepten mit Hintergrundinformationen und Kommentaren. Der Kommentar ist akademischer Natur und legt die Rolle dar, die das jeweilige Gericht in der kulinarischen Geschichte von Wales gespielt hat. 2017 wurde das Buch auf der Website des Museums veröffentlicht.
Das Buch sammelt Rezepte zu vielen verschiedenen Arten von Gerichten und Getränken. Bei den Rezepten handelt es sich vor allem um solche, die Ende des 19. und Anfang des 20. Jahrhunderts gerne gegessen wurden. Ähnlich wie bei Volksliedern und Volksmärchen wurden auch die Rezepte mündlich weitergegeben und nicht notwendigerweise niedergeschrieben. Das heißt, dass Rezepte verloren gehen konnten oder sich durch die mündliche Tradierung und Anpassungen der jeweiligen Köche den Zeitumständen anpassten. Viele der im Buch besprochenen Nahrungsmittel und Rezepte haben außerdem eine starke Verbindung zu lokalen Traditionen und Gebräuchen.
Im Büchlein The Gwalia: The Story of a Valleys Shop (dt. Die Gwalia: Geschichte eines Ladens im Tal), beschreibt Tibbot die Geschichte des Gwalia Stores von der Eröffnung im Jahr 1880 bis zur endgültigen Schließung fast ein Jahrhundert später.
In ihrem Buch Domestic Life in Wales (dt. häuslisches Leben in Wales) schreibt Tibbot über bestimmte Aspekte des Volkslebens in Wales. Der Zeitung Western Mail (Wales) nach leistete die Veröffentlichung Pionierarbeit im Forschungsgebiet des walisischen Volkslebens. Das Buch zeigt außerdem die Vielfalt und die Tiefe von Tibbots Forschung. Die Monographie beschäftigt sich mit der Sozial- und Kulturgeschichte von Wales, dem Volksleben und der kulinarischen Geschichte. Es stützt sich auf mündliche und dokumentarische Zeugnisse einer Vielfalt an Quellen und zeitlicher Perioden. Das Buch enthält acht Kapitel über unterschiedliche Elemente des Volkslebens. Im Kapitel Liberality and Hospitality (dt. Großzügigkeit und Gastfreundschaft) analysiert Tibbot die bedeutende Rolle die Essen als sozialer Faktor durch alle Zeiten hindurch gespielt hat. Im Kapitel Laundering in the Welsh Home (dt. Wäschewaschen im walisischen Heim) schreibt Tibbot über die Zeit vor dem flächendeckenden Einsatz von Waschmaschinen, als das Waschen der Kleidung noch mit viel mehr Arbeitseinsatz verbunden war als heutzutage. Im Kapitel Sucan and Llymru (dt. Sucan und Llymru) bespricht sie ein saures Porridge-artiges Gericht auf Basis von Haferflocken. Im Kapitel Cheese-making in Glamorgan (dt. Käseherstellung in Glamorgan) diskutiert sie die Herstellung von Käse als weiblicher Tätigkeit und dessen Beitrag zum Einkommen ländlicher Familien. Im Kapitel Traditional Breads of Wales (dt. traditionelle Brote aus Wales) schreibt Tibbot über die Herstellung handgemachten Brotes. Im Abschnitt Going Electric (dt. Elektrifizierung) nimmt Tibbot die Veränderungen auf, die durch die Modernisierung der Küchen in den ländlichen Bauernhäusern verursacht wurden und geht auch auf die damit verbundenen Ängste und Verunsicherungen ein. Im Kapitel The Covering of Table Legs in (South-East) Wales (dt. das Abdecken von Tischbeinen im Süd-Osten von Wales) illustriert sie mit einer Reihe von Photographien diese ungewöhnliche Tradition. Im Schlusskapitel Knitting Stockings in Wales (dt. Strümpfestricken in Wales) diskutiert Tibbot den ökonomischen Beitrag des Strickens und das eingesetzte Strickegerät.
Tibbott verstarb, bevor sie ihr Werk abschließen konnte. Beth Thomas, Archivarin für Sozial- und Kulturgeschichte am Museum, schloss das Werk ab.
In ihrer Besprechung des Buches für den Welsh Books Council kommentiert Susan Passmore:

“Mrs Tibbott was a pioneer in the field of women's studies, with her recognition of the wider significance of these generally unsung domestic tasks”

„Frau Tibbot war durch ihre Anerkennung der größeren Bedeutung dieser normalerweise vergessenen häuslichen Tätigkeiten eine Vorreiterin im Feld der Frauenstudien.“

In ihrem Buch O'r Gwaith I'r Gwely: A Woman's Work benutzten Tibbott (und Beth Thomas) die Erinnerungen von Frauen selbst, konserviert auf den Tonbändern im Archiv des Museum, um zu zeigen, was es während des 20. Jahrhunderts heißen konnte, das Leben einer Frau zu führen. Das Buch betont die Fähigkeiten, die Mühe und die vielen Arbeitsstunden, die nötig waren, um einen Haushalt zu führen.
Tibbot publizierte in wissenschaftlichen Journals wie Folk Life. Dort publizierte sie 1981 ihren Artikel zum Wäschewaschen im walisischen Heim.
Tibbott publizierte nicht nur auf Englisch, sondern auch auf Walisisch. Darunter auch ein Buch zur Terminologie in der Küche: Geirfa'r gegin: Casgliad o dermau yn ymwneud â pharatoi a choginio bwyd.

## Publikationen
- Welsh Fare, A Selection of Traditional Recipes, National Museum of Wales (Welsh Folk Museum), 1976.
- Cooking on the Open Hearth, National Museum of Wales (Welsh Folk Museum), 1982, ISBN 0-85485-055-4
- Geirfa'r Gegin: Casgliad O Dermau Yn Ymwneud a Pharatoi a Choginio Bwyd, Amgueddfa Werin Cymru, Llandysul, 1983, ISBN 978-0-85485-064-8
- The Gwalia: The Story of a Valleys Shop, National Museums and Galleries of Wales, 1991, ISBN 978-0-7200-0355-0
- O'r Gwaith I'r Gwely: A Woman's Work, National Museum of Wales, 1994, ISBN 978-0-7200-0416-8
- Domestic Life in Wales, University of Wales Press, 2002, ISBN 978-0-7083-1746-4

- People's Collection Wales, Welsh Fare Archive of Welsh traditional recipes.
- Minwel Tibbott, Welsh Mills, Article on Oatmeal and Oatcakes, originally published in Melin 4 in Welsh and translated by Siân Lewis.